# Бурхард (маркграф Австрії)
Бурхард' (нім. Burchard; пом. бл. 982) — перший маркграф Східної марки (955 -976), бургграф Регенсбургу. Походив з дому Бурхардінгерів, був сином Удальріха, графа в Цюріхгау і Тургау, онук герцога Швабії Бурхарда I.

## Життєпис
Бурхард був одружений зі Сванілою, сестрою Юдити, дружини Генріха I, герцога Баварії, завдяки чому став бургграфом Регенсбургу. У 954 рік брав участь у придушенні заколоту Ліудольфа Швабського і Конрада Лотарингського. У 955 році імператор Оттон I призначив Бурхарда маркграфом щойно заснованої Східної марки.
У 974 році Буркхард взяв участь у повстанні Генріха II Баварського проти імператора Оттона II, за що в 976 ріоці був позбавлений володінь, відданих Леопольду I з дому Бабенбергів.

### Шлюб та діти
Дружина — Сваніла (925—?), дочка Арнульфа I Злого, герцога Баварії.
Діти:
- Генріх I (пом. 13 липня 982) — князь-єпископ Аугсбурга з 973
- Віллібірг, дружина Адальберона, графа фон Вібах (в Каринтії)